# Minamoto no Yoshikuni
Minamoto no Yoshikuni, (源 義国) (1082 – 1155), era figlio d'un famoso samurai, Minamoto no Yoshiie, e antenato delle famiglie Ashikaga e Nitta.
Yoshikuni fu il primo samurai a implorare lo spirito del Tempio di Iwashimizu per vivere tra le foreste di bambù e costruire un tempio in onore del dio Hachiman.